# Acanthochondria alleni
Acanthochondria alleni – gatunek widłonoga z rodziny Chondracanthidae. Nazwa naukowa tego gatunku skorupiaków została opublikowana w 2010 roku przez zespół zoologów Danny'ego Tanga, Julianne E. Kalman &  Ju-Shey Ho.